# Accademia del Platano
L'Accademia del Platano fu un'accademia letteraria fondata a Roma nel 1688 da appartenenti all'Accademia degli Infecondi.
L'insegna dell'accademia era un platano con il motto "Sub Umbra".